# Perfect Hair Forever
Perfect Hair Forever è una serie televisiva animata statunitense del 2004, creata e sceneggiata da Mike Lazzo, Matt Harrigan e Matt Maiellaro.
La serie è incentrata sulle avventure di Gerald, un ragazzo colpito da una calvizie prematura che parte alla ricerca dei capelli perfetti. Durante il viaggio, Gerald viene aiutato da degli strani compagni che lo aiuteranno durante il percorso per arrivare a Tuna Mountain. Caratterizzata dalla forte presenza di non sequitur, la serie è una parodia generale dei personaggi e dei cliché apparsi nel mondo degli anime anni '80 e '90 e la si può considerare un punto di vista di come gli americani vedono la cultura giapponese.
Nata come spin-off di Space Ghost Coast to Coast e in parte anche come continuo dello special Anime Talk Show, la serie è stata trasmessa per la prima volta negli Stati Uniti su Adult Swim dal 7 novembre 2004 al 25 dicembre 2005, terminando con una sola stagione composta da 6 episodi. Nonostante Adult Swim non fosse interessata a continuare la serie, questa ha ricevuto notorietà, raggiungendo un vero e proprio fenomeno di culto tra gli appassionati del blocco televisivo a tarda notte. Anche a causa di ciò, nel 2007 si vociferava di un'ipotetica seconda stagione composta da 16 episodi che sarebbe dovuta essere pubblicata sul sito di Adult Swim. Di questi 16 episodi ne è stato trasmesso solo uno il 1º aprile 2007. Sette anni dopo, il 1º aprile 2014 vengono trasmessi due nuovi episodi.

## Trama
La serie gira attorno alle avventure di Gerald Bald Z, un ragazzo che ha la sola e unica missione di trovare i capelli perfetti per rimediare alla sua calvizie prematura. Gerald è affiancato da alcuni strani compagni: Action Hotdog, Norman Douglas e Terry/Twisty, che lo aiuteranno durante il percorso per arrivare a Tuna Mountain. Grazie ai consigli del suo maestro Uncle Grandfather, si difenderà da Coiffio e i suoi scagnozzi, la sua più grande nemesi.

## Episodi
| Stagione         | Episodi | Prima TV USA | Prima TV Italia |
| ---------------- | ------- | ------------ | --------------- |
| Prima stagione   | 6       | 2004-2005    | inedita         |
| Seconda stagione | 1       | 2007         | inedita         |
| Terza stagione   | 2       | 2014         | inedita         |

## Personaggi e doppiatori

(Da sinistra a destra) Gerald Bald Z e Uncle Grandfather

- (Da sinistra a destra) Gerald Bald Z e Uncle Grandfather Gerald Bald Z (stagioni 1-3), doppiato da Kim Manning.
 Un giovane ragazzo malinconico e ottimista che, per rimediare alla sua calvizie prematura, parte per un viaggio alla ricerca dei "capelli perfetti". Si impressiona facilmente, spesso è all'oscuro di ciò che succede realmente e talvolta conduce degli strani e lunghi monologhi.
- Uncle Grandfather (stagioni 1-3), doppiato da Matt Maiellaro.
 Il maestro di Gerald. Passa la maggior parte del tempo a mangiare, guardare Brenda nelle parti intime e a leggere giornali pornografici. È incapace di pronunciare frasi coerenti e parla in un modo strano, tra il giapponese e l'engrish, accentuato dal suo impedimento linguistico asiatico stereotipato che lo porta a pronunciare la lettera "l" come "r". Ha il potere di far apparire hot dog o hamburger.
- Brenda (stagioni 1-3).
 L'allieva di Uncle Grandfather. Non fa altro che servirgli del cibo e spesso si lascia far guardare da lui nelle parti intime. Solitamente combatte a comando di Uncle Grandfather con una katana . Non parla anche se molte volte grida, urla o utilizza un linguaggio incomprensibile. Secondo Uncle Grandfather, Brenda è in qualche modo la causa delle guerre di Cat-Bun, elemento ricorrente nel corso della serie.
- Coiffio (stagioni 1-3), doppiato da Dave Willis.
Il principale cattivo della serie. È un vecchio egocentrico con un enorme ciuffo multicolore sulla testa. Anche se appare molto simile ad Uncle Grandfather, è molto più basso di lui, portandolo ad indossare dei sandali con delle piattaforme. Parla con un accento pseudo-Cajun e ha un impedimento linguistico diventato una gag costante nel corso della serie. Vive in una grande nave aerospaziale con una vasca idromassaggio, anche se raramente è stato visto all'interno di una piccola casa di Tunaminium, che è riuscito a vendere in seguito a Rod. Il suo obiettivo resta ancora non molto chiaro, anche se pare voler uccidere Gerald.

- Action Hotdog (stagioni 1-3), doppiato da Will Armstrong.
Il primo aiutante di Gerald, nonché regalo di Uncle Grandfather. Come si deduce dal nome, è un hotdog capace di fluttuare nell'aria, in grado di pronunciare solo le parole "Doo da la-la-la-la-la-la-la-la-la-la-la-laaaaa-la-la!" . Il suono e l'intonazione del suo canto formano il suo vocabolario. Nonostante ciò, la maggior parte delle persone lo tollerano ad eccezione di Catman.
- The Inappropriate Comedy Tree (stagioni 1-3), doppiato da Nick Ingkatanuwat.
Un albero parlante ed ex agente di Coiffio. Il suo compito iniziale era quello di spiare Gerald.
- Terry/Twisty (stagioni 1-3), doppiata da Dave Hughes.
Un tornado senziente. Quando ha gli occhi blu ed è gentile si fa chiamare Terry, invece quando ha gli occhi rossi e ha un carattere violento si fa chiamare Twisty.

- Rod: the Anime God (stagioni 1-3), doppiato da Matt Maiellaro.
Un'entità fatta interamente di fuoco. Si definisce il dio degli anime e, di solito, appare ad intervalli casuali. Rod è il fulcro di una sottotrama secondaria della serie che coinvolge Coffio nel tentativo di vendergli una casa.

- Catman (stagioni 1-3), doppiato da Dennis Moloney.
Un uomo scontroso e obeso, nonché lo scagnozzo principale di Coiffio. Vestito con un costume da gatto, Catman vive in una grande casa a forma di lettiera. Lavora in un minimarket.
- Young Man (stagioni 1-3), doppiato da C. Martin Croker.
 Un giovane ragazzo esaltato con un vestito viola brillante. Ha affermato più volte di appartenere al "ministero della pianificazione" e si definisce il "re di tutti gli animali".

- Model Robot (stagioni 1-3), doppiato da Matt Harrigan.
 Il robot assistente di Coiffio. Esegue tutti gli ordini dati da Coiffio, tuttavia impiega tanto tempo per realizzarli.
- Sherman (stagioni 1-3), doppiato da MF Doom.
Una giraffa che viaggia insieme a Young Man e gli altri suoi amici animali in un utilitaria rossa.
- Space Ghost (stagioni 1-3), doppiato da George Lowe.
Il supereroe della Hanna-Barbera. Fa un certo numero di apparizioni casuali durante la serie.

## Produzione

### Ideazione e sviluppo

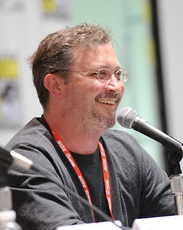
Matt Maiellaro uno dei creatori, sceneggiatori, registi e doppiatori di Perfect Hair Forever

Space Ghost Coast to Coast, precessore di Perfect Hair Forever

Lo sviluppo di Perfect Hair Forever risale al 2004 quando l'ex vicepresidente esecutivo Mike Lazzo ha iniziato a collaborare con i suoi frequenti collaboratori Matt Harrigan e Matt Maiellaro su una nuova serie animata basata sugli anime. Secondo Harrigan, "molti anime sono privi di senso" e ciò ha contribuito a rappresentare lo stile della serie. Appassionati anche del genere umoristico, i tre hanno deciso di unire le due cose indipendentemente dalla trama che si sarebbe sviluppata successivamente all'episodio pilota.
Per contenere i costi di produzione, Adult Swim ha utilizzato la maggior parte degli impiegati disponibili al momento in ufficio. Inizialmente gli autori hanno chiesto a Kim Manning di registrare una piccola linea di dialogo tuttavia era giunta insonne e la sua voce risultava con "un tono monotono molto secco e annoiato". Nonostante le performance di Manning, è stata assunta come doppiatrice del protagonista Gerald.
Il 7 novembre 2004, Adult Swim ha trasmesso senza preavviso l'episodio pilota di Perfect Hair Forever, in sostituzione al primo episodio di Squidbillies; infatti, nonostante Squidbillies sia stato pubblicizzato svariate volte durante il corso di quella settimana, l'episodio non era ancora stato completato e il cast, che ha lavorato anche per Perfect Hair Forever, ha deciso di mandare in onda quest'ultima serie. Viste le critiche positive da parte dei telespettatori, i creatori hanno deciso di sviluppare una prima stagione.

Nel dicembre 2004, Kim Manning ha rivelato sul forum di Adult Swim che stava lavorando a Perfect Hair Forever e che sarebbe stato trasmesso dall'estate 2005. In seguito ha riferito che la casa di produzione Williams Street stava pianificando di trasmettere sei episodi. Nel marzo 2005, durante una presentazione a New York, Adult Swim ha mostrato i suoi palinsesti imminenti annunciando tra gli altri il debutto di Perfect Hair Forever a settembre 2005 e confermando che sei episodi erano in fase di produzione. La prima stagione è stata trasmessa ufficialmente a partire dal 20 novembre 2005. La notte del 31 dicembre 2005, la band Widespread Panic ha partecipato ad un evento alla Philips Arena di Atlanta, dove è stato realizzato un conto alla rovescia per l'inizio del nuovo anno con i personaggi della serie insieme a quelli di Aqua Teen Hunger Force, Squidbillies, 12 oz. Mouse e Space Ghost Coast to Coast. Con la conclusione della prima stagione, il team creativo della serie ha affermato sul forum di Adult Swim che la rete non era interessata a continuare la serie e nel luglio 2006, il cast ha ufficializzato la cancellazione della serie durante il San Diego Comic-Con.

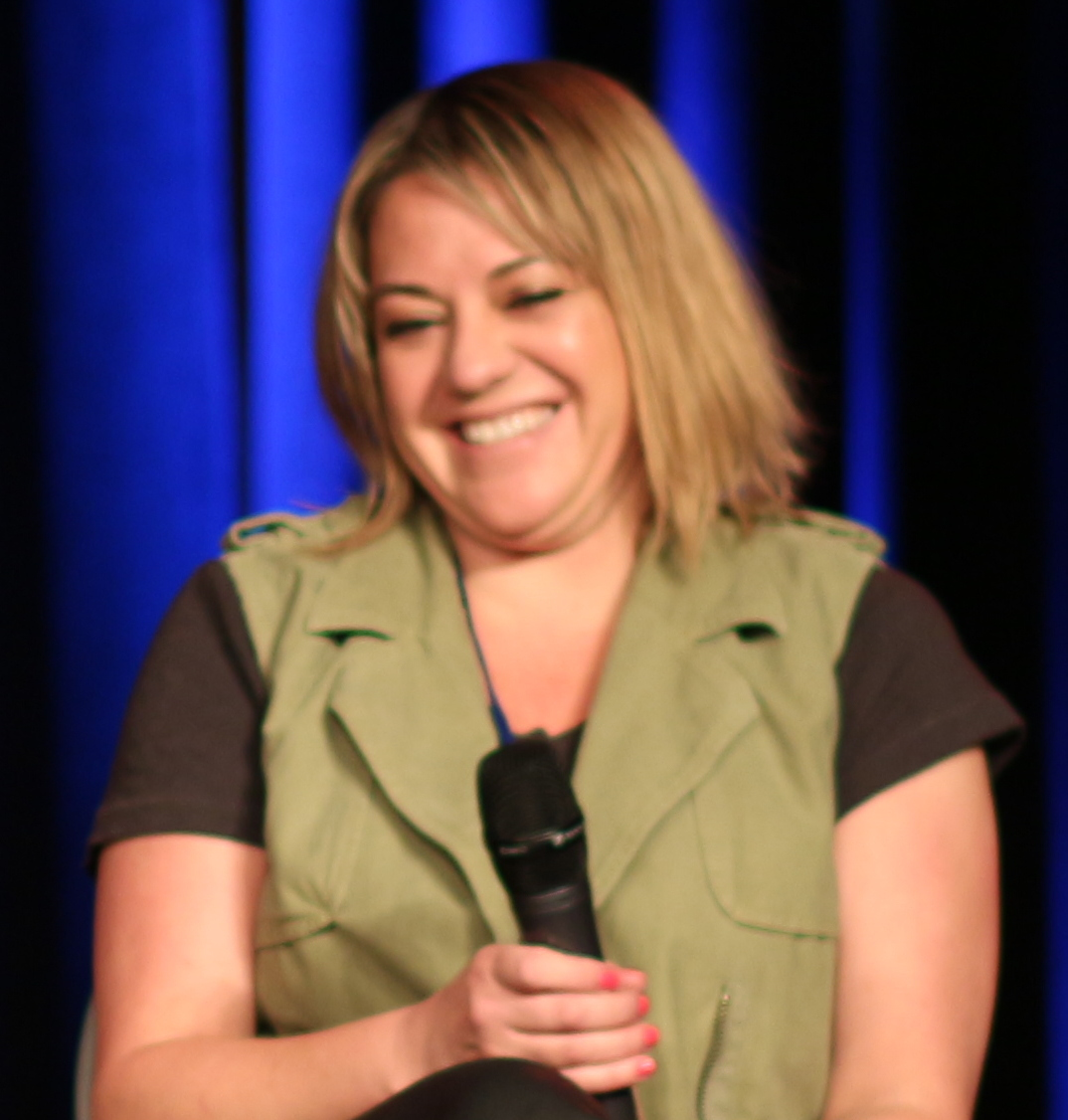
Melissa Warrenburg, manager alla produzione e senior producer della serie

Nell'ottobre 2006, il sito di Adult Swim ha rivelato che la serie era di nuovo in produzione con 16 nuovi webisodi che sarebbero dovuti essere pubblicati sull'ex servizio in streaming The Fix. Il 26 ottobre dello stesso anno, Adult Swim ha trasmesso dei bumper che mostravano un'anteprima di Return to Balding Victory. In quel periodo, il sito di Adult Swim ha diffuso una bufala secondo la quale alcuni doppiatori originali della serie sarebbero stati sostituiti da Conan O'Brien, Charles Barkley e Gwyneth Paltrow.
Il 22 maggio 2007, sul sito di Adult Swim, è stato pubblicato il primo ed unico episodio della seconda stagione, Return to Balding Victory. L'episodio è stato trasmesso in televisione il 1º aprile 2007 in occasione della festività annuale del pesce d'aprile di Adult Swim, seguito poi dall'ordine inverso degli episodi di tutta la prima stagione con lo stile visivo delle VHS e completi di sottotitoli amatoriali in engrish.
Il 1º aprile 2014, sette anni dopo la conclusione della serie, sono andati in onda senza preavviso un ottavo e un nono episodio simili tra di loro intitolati Muscular Distraction - A  e Muscular Distraction - B, trasmessi consecutivamente nella stessa notte.

### Stile e animazione

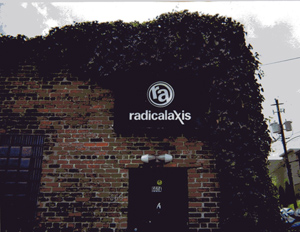
La Radical Axis ha realizzato il processo di animazione delle prime due stagioni della serie

Perfect Hair Forever impiega un formato seriale, stile utilizzato raramente nei precedenti progetti della Williams Street a causa della loro mancanza di enfasi sulla continuità delle loro serie. La serie ha utilizzato una grande varietà di metodi d'animazione e video.
l software principali adottati per l'animazione sono Adobe Photoshop per i soggetti animati e Adobe After Effects per comporli e animarli effettivamente. Il processo d'animazione ha previsto il disegno a mano sul software Animation Paper, che veniva poi scansionato e rifinito tramite i software Adobe Flash, Paint, Adobe Illustrator, Adobe Premiere Pro e molti altri prodotti Adobe. Alcune animazioni sono state eseguite tramite l'uso di penne digitali su tavolette grafiche Wacom e computer touch screen.
Dopo aver scritto e registrato le scene nello studio di Williams Street, gli editori usavano prelevare l'audio e tagliarlo tramite un processo che il cast ha chiamato "radiodramma", nel quale avrebbero poi aggiunto delle immagini fisse senza animazione. Avrebbero poi continuato con l'animatic, nel quale sono state animate le immagini in sequenza insieme all'audio per capire i movimenti esatti dei personaggi e come sarebbe stata posizionata la telecamera nella scena. L'animatic è stato successivamente affidato agli animatori di Radical Axis che hanno combinato il tempo e l'audio con la posizione della telecamera scelta dagli editori.
Nonostante i bassi costi di produzione, stimati tra i 10.000 e i 15.000 dollari per episodio, l'animazione particolare della serie è stata realizzata da una grande varietà di animatori della Radical Axis. Durante la fase di sviluppo infatti lo studio ha condotto una pipeline grafica piuttosto veloce e il processo d'animazione di ogni episodio ha richiesto circa un mese per poter essere completato. Secondo l'animatore Bradford Smith, i creatori della serie hanno voluto imitare la "fluidità" animata degli anime ma da un punto di vista americano. L'animazione degli ultimi due episodi che compongono la terza stagione è stata realizzata dalla Awesome Inc.
Secondo l'animatore Todd Redner, le scritte giapponesi presenti nella serie sono state realizzate grazie ad un convertitore anime per la traduzione in inglese. Le scritte sono per la maggior parte insensate. L'audio in post-produzione della serie è stato realizzato da Michael Kohler al Soapbox Studios.

## Doppiatori

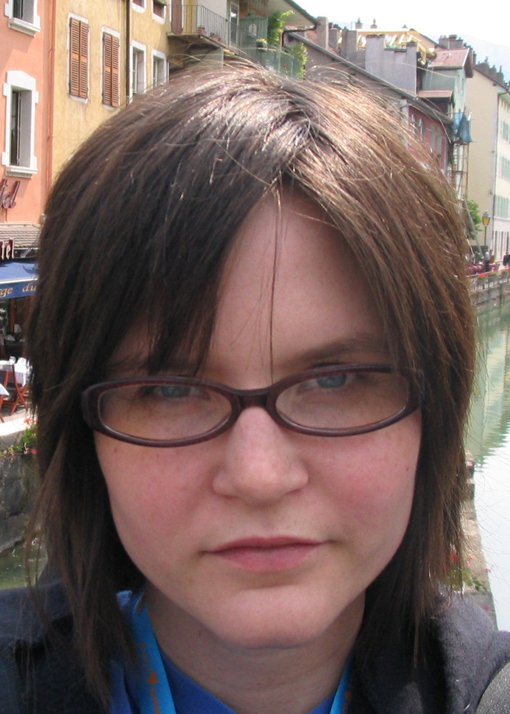
Kim Manning nel 2005

La maggior parte del cast della serie è noto per aver lavorato in altri progetti di Adult Swim. Solitamente i doppiatori ricevevano le loro linee di dialogo poco prima di entrare in sala di registrazione.
Kim Manning, doppiatrice del protagonista Gerald Bald Z, è vicepresidente della programmazione di Adult Swim oltre ad aver fornito camei vocali per la serie animata Aqua Teen Hunger Force. Action Hot Dog, Norman Douglas e Terry/Twisty, i compagni di viaggio di Gerald, sono interpretati rispettivamente da Will Armstrong, Nick Ingkatanuwat, già noto per aver fornito assistenza in altre serie di Adult Swim, e Dave Hughes, editore e produttore televisivo per Adult Swim e precedentemente per MTV. Matt Maiellaro, co-creatore della serie, ha fornito la voce ad Uncle Grandfather e Rod: the Anime God ed è noto soprattutto per essere il creatore di 12 oz. Mouse e Aqua Teen Hunger Force. Dave Willis fornisce la voce di Coiffio, la nemesi principale di Gerald. Essendo amico del co-creatore Matt Harrigan e un impiegato della rete, Dennis Moloney ha ricevuto il ruolo di Catman, lo scagnozzo di Coiffio, dove gli è stato chiesto di usare il suo accento di Boston. Harrigan ha interpretato Model Robot, mentre Young Man è doppiato dall'animatore C. Martin Croker. Gli animali di Young Man sono stati doppiati da Croker, Nicholas Day e Matt Harrigan, a parte la giraffa Sherman che è interpretata dal rapper MF Doom. Il supereroe Space Ghost, che appare in ogni episodio della serie, è interpretato da George Lowe come nella serie originale Space Ghost Coast to Coast.

## Ispirazione e metafore
La serie può vantare di vari riferimenti riguardo agli anime e ai suoi personaggi.
Il nome del protagonista Gerald Bald Z è un riferimento esplicito alla serie televisiva anime Dragon Ball Z. La scena del combattimento del primo episodio fa riferimento ai combattimenti degli anime come del già citato Dragon Ball e Yu-Gi-Oh!. Nello stesso episodio è presente un altro riferimento a Dragon Ball, in particolare alla Nuvola d'oro, quando Gerald viene trasportato da una strana nuvola che lo porta in alto nel cielo. Il carattere, l'atteggiamento e gli indumenti di Brenda fanno riferimento alla protagonista di Sailor Moon, mentre quelli di Young Man ricordano lo stile delle serie anime Yu-Gi-Oh!, Blue Gender e Wolf's Rain. I capelli e gli occhi di Brenda sono basati sia su Celeste della serie animata Aqua Teen Hunger Force che su Sally Impossible di The Venture Bros..
La sequenza di apertura del secondo episodio è un riferimento all'introduzione di The Big O. Nello stesso episodio, Uncle Grandfather regala a Young Man la "Collana di hamburger", parodia del Millennium Puzzle di Yu-Gi-Oh! che il protagonista indossa con una catena al collo.
Il nome del personaggio Rod: the Anime God è un altro riferimento esplicito al mondo degli anime. Catman è un riferimento contrario alla parola nekomimi, costume ricorrente in Giappone noto anche come nekomimi. Il fatto che Gerald sia doppiato da una donna fa riferimento ai ragazzi bishōnen, che negli anime vengono quasi sempre doppiati da una donna con una voce particolarmente sensuale. La parrucca multicolore del malvaggio Coiffio è una parodia dei capelli dei super saiyan di Dragon Ball. Durante una conversazione con Brenda a proposito delle guerre di Cat-Bun, Uncle Grandfather afferma che la ragazza è "la nostra unica speranza" facendo riferimento al dialogo tra Yoda e Obi-Wan Kenobi su Luke Skywalker ne L'Impero colpisce ancora. L'aspetto di Model Robot, il robot assistente di Coiffio, ricorda quello di un Gundam Super Deformed che appare nella serie anime Gundam, mentre la fase di trasformazione dello stesso è un riferimento a Transformers.

## Sequenza di apertura

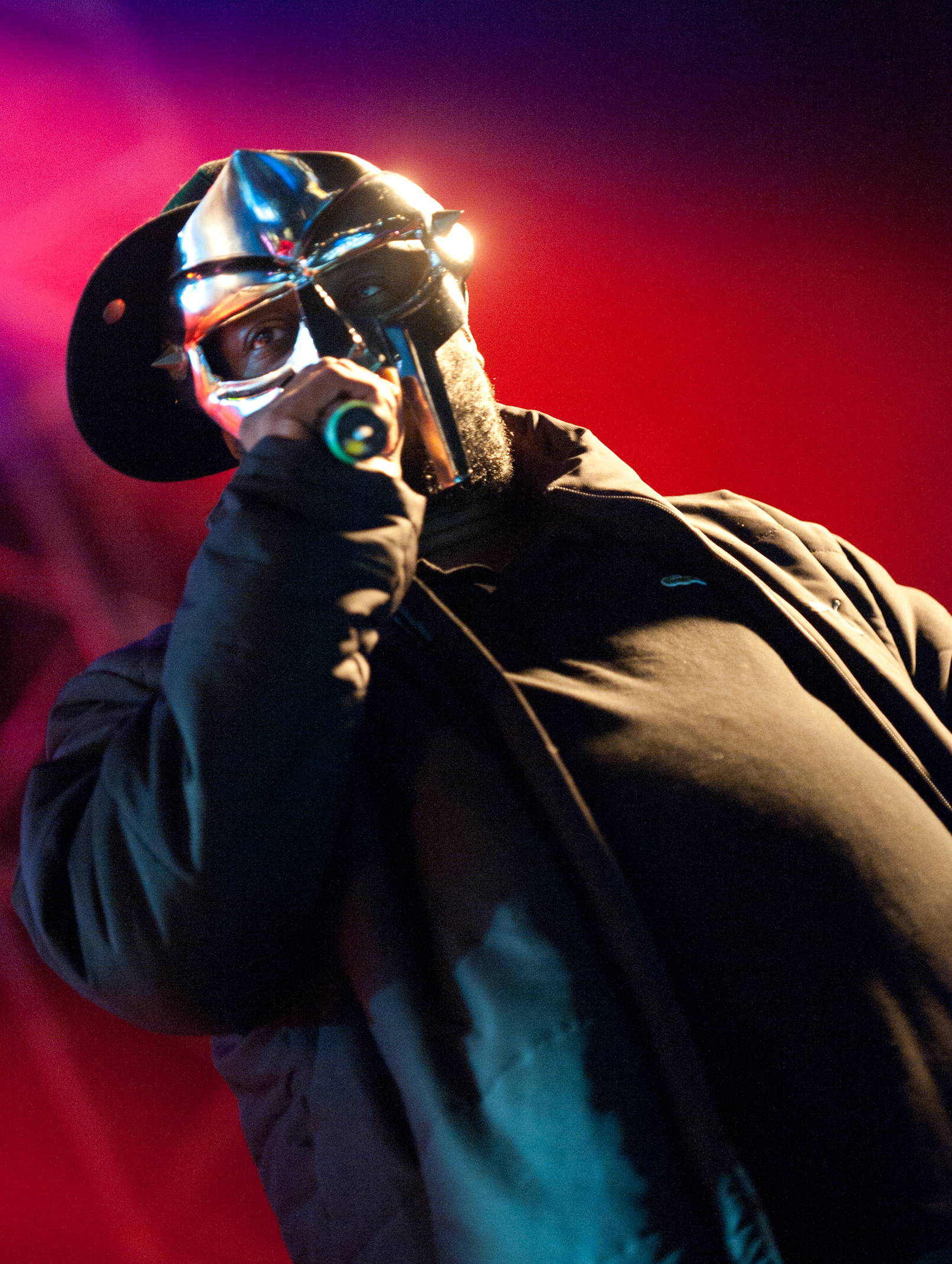
MF Doom ha composto alcune sequenze musicali e doppiato Sherman durante la serie

Ogni episodio della serie è caratterizzato da una sequenza di apertura e di chiusura sempre differente.

Il tema originale utilizzato nell'episodio pilota Perfect Hair Forever (e successivamente in Muscular Distraction - A  e Muscular Distraction - B) è intitolato Love Theme ed è stato composto dal musicista Eddie Horst. Due giorni dopo la trasmissione del primo episodio, la sigla è stata pubblicata in versione integrale sul sito di Adult Swim. Nel secondo episodio TiVo Your eBay, il tema di apertura Beware the Wolf è stato realizzato da Brendon Small ed è un campionamento di un brano utilizzato durante l'episodio Director's Cut di Home Movies. Il tema musicale utilizzato nell'episodio Cat Snatch Fever, intitolato Hair-cat ('Cause the wolf is a cat!), è stato registrato e composto dalla rock band giapponese Melt-Banana; la prima metà del brano è stata utilizzata come introduzione mentre l'altra metà è stata parzialmente inserita durante i titoli di coda. Nell'episodio Happy Suck Day, il tema musicale è composto da MF Doom, rapper e doppiatore di Sherman nel corso della serie. Il brano è una versione remix di Space Ho's dei Danger Doom, duo formato dallo stesso MF Doom insieme a Danger Mouse, composto originariamente per la serie animata Space Ghost Coast to Coast. 

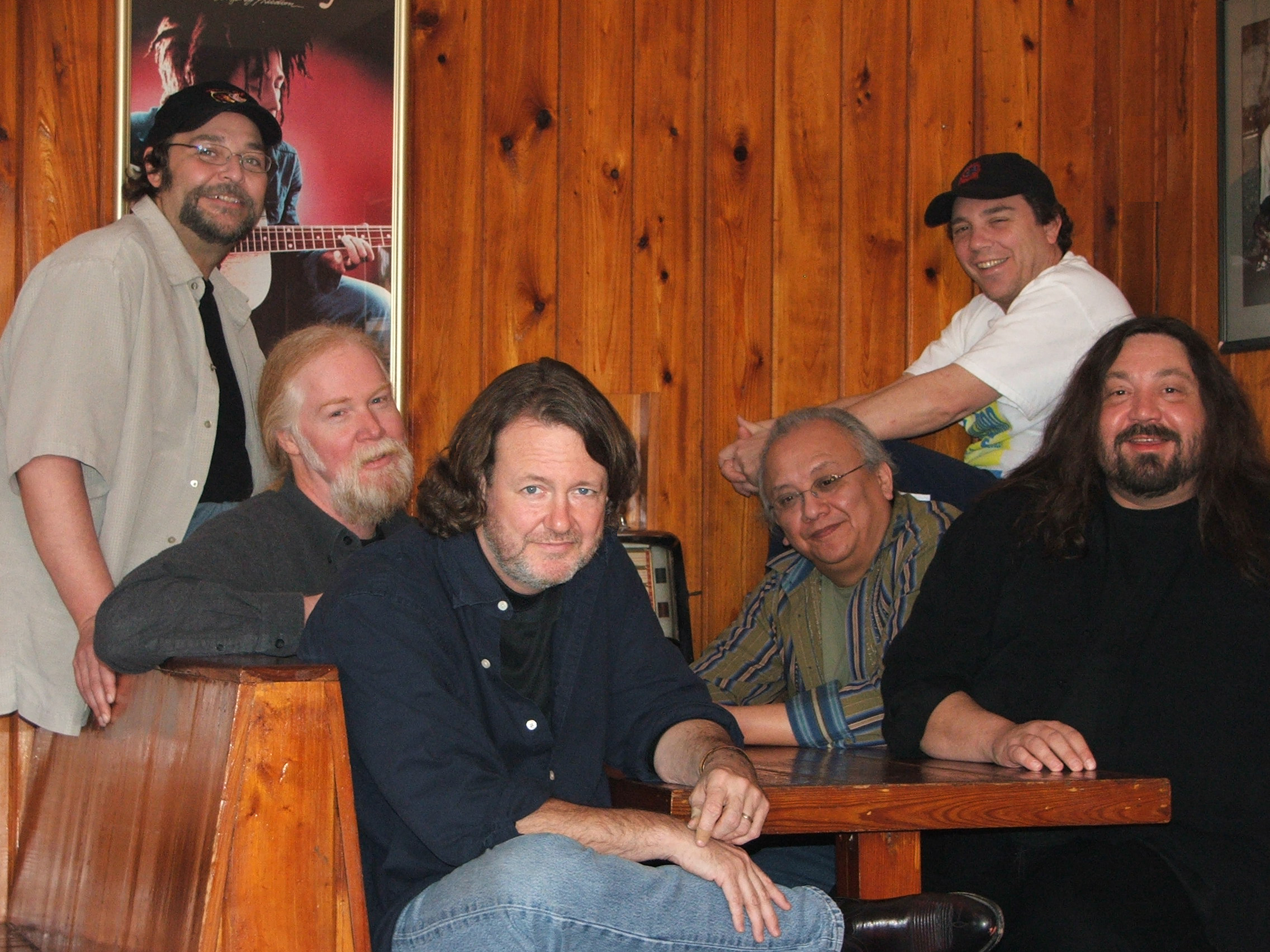
I Widespread Panic hanno composto le musiche dell'episodio Tusk

Il 16 novembre 2005, la band Widespread Panic ha annunciato sul loro sito ufficiale che hanno registrato una nuova canzone dal titolo Perfect Hair, dedicata alla serie animata. Il 12 dicembre dello stesso anno, la band ha confermato che il brano, reintitolato Perfect Hair Forever, sarebbe stato utilizzato nel successivo episodio programmato per andare in onda il 18 dicembre. Nell'episodio Tusk, nonostante non sia presente alcun tema di apertura, il brano viene riprodotto durante i titoli di coda e la musica incidentale all'interno dell'episodio è stata sempre composta dalla band. Nell'episodio Woke Up Drunk, anch'esso privo di tema di apertura, il tema di chiusura è stato composto dal produttore discografico Diplo.

## Distribuzione

### Trasmissione internazionale
- 7 novembre 2004 negli Stati Uniti d'America su Adult Swim;
- 5 settembre 2007 in Canada su Teletoon at Night;[49]
- 2006 nel Regno Unito su Bravo;[50]
- 20 aprile 2008 in Russia su Adult Swim.

### Edizioni home video
Il 27 ottobre 2009, Adult Swim e Warner Home Video hanno pubblicato Adult Swim in a Box, un cofanetto contenente sette DVD di varie serie trasmesse dal blocco televisivo, insieme a 5 episodi pilota mai pubblicati in DVD, tra cui il primo episodio di Perfect Hair Forever. Il 27 giugno 2010, il DVD dei soli episodi pilota è stato reso disponibile indipendentemente per l'acquisto nello store ufficiale del sito di Adult Swim. In seguito, l'intera prima stagione è stata pubblicata su iTunes, mentre l'intera serie è stata resa disponibile per lo streaming sul sito di Adult Swim.

## Accoglienza

### Ascolti
I dati d'ascolto degli ultimi due episodi andati in onda il 1º aprile 2014 sono rispettivamente di 1.463.000 spettatori e 1.274.000 spettatori nella fascia 18-49 anni.
I dati d'ascolto degli altri episodi rimangono sconosciuti al pubblico.

### Critica
La serie ha ricevuto recensioni generalmente positive: mentre alcuni hanno lodato lo stile innovativo e l'umorismo surreale, altri hanno attaccato le rappresentazioni dei personaggi.
Scout Davidson di Common Sense Media ha dato alla serie tre stelle su cinque affermando che "gran parte dell'umorismo ruota attorno ad un contenuto incerto che esagera un po' nel far ridere... una scolaretta poco vestita, un uomo scandaloso che è più interessato a masturbarsi che essere un buon modello da seguire, linguaggio forte, ecc. inappropriato per giovani adolescenti, preadolescenti e ragazzi". Adam Finley di TV Squad ha affermato di essere stato davvero colpito dalla serie, affermando che "Perfect Hair Forever è esattamente ciò che il mio perverso senso dell'umorismo stava aspettando". TV.com ha dato un voto di 7.3 su un massimo di 10.

## Citazioni e riferimenti
Nell'episodio Hair di Off the Air è stato inserito brevemente il protagonista Gerald all'interno del segmento Virtual reality haircut simulator footage di DigInfo. Nell'episodio Rabbot Redux di Aqua Teen Hunger Force, Todd Redner della Radical Axis ha voluto nascondere un riferimento a Perfect Hair Forever, riciclando l'animazione di Twisty per disegnare Polpetta nella forma di un tornado. Il suono prodotto dal pianeta con la faccia da clown è riciclato dal clown dell'episodio The Clowning di Aqua Teen Hunger Force. Durante il Pesce d'aprile del 2007 sono stati replicati tutti gli episodi di Perfect Hair Forever in ordine inverso e con i sottotitoli in engrish; tuttavia ad un certo punto, i sottotitoli mostrati sullo schermo erano in realtà quelli di un episodio di Aqua Teen Hunger Force. Nella navicella spaziale di Coiffio è presente una piccola riproduzione di Frullo di Aqua Teen Hunger Force. Nell'episodio Woke Up Drunk, il nome della via dove vive Japanese Bear Dad si chiama Desolation Row, chiaro riferimento alla canzone omonima del cantante Bob Dylan. Nel 2005, il duo hip hop Danger Doom ha pubblicato l'album The Mouse and the Mask dove è presente un brano dedicato a Perfect Hair Forever. Il brano contiene un campionamento di Take Heart di Geoff Bastow. Un anno dopo, all'interno dell'EP Occult Hymn è stato presente il brano Perfect Hair II dedicato sempre alla serie animata, che contiene un campionamento di Hogan's Thing di Simon Haseley. All'interno di quest'ultimo brano sono presenti audio clip provenienti dagli episodi TiVo Your eBay, Happy Suck Day e Woke Up Drank.